# Paški baškotin
Paški baškotin je hrvatsko jelo. Vrsta je tvrdog slatkog prepečenca.
Proizvodi se u benediktinskom samostanu sv. Margarite u Pagu. Zna se da su prvu pećnicu dobile još 1540. godine i da su ju koristile za proizvodnju različitih kolača, peciva i baškotina.
Najstarija je slastica – vrsta tvrdog slatkog prepečenca spravljenog po posebnoj samostanskoj recepturi. Paške benediktinke ga proizvode više od 300 godina. Bio je uvijek važan prilog jelu u posebnim prigodama. Goste se u prijašnjim vremenima dočekivalo baškotinima i bijelom kavom i niti jedno obiteljsko slavlje nije se moglo zamisliti bez baškotina.
Tvrdi prepečanac nastao je iz brodske kuhinje, jer je bilo potrebno osigurati mornarima za duga putovanja na brodovima dobru hranu koji se poput kruha ili kolača može natapati u čaju, juhi ili – kao doma za svečanosti – u bijeloj kavi, prošeku, travarici, vinu i dr. Budući da paški baškotin već stoljećima pripremaju benediktinke, pripada i samostanskoj kuhinji. Slava se pronijela, pa su ga jeli i plemići iz drugih zemalja, uključujući i austrijsku caricu Mariju Tereziju, ljubiteljicu paških proizvoda poput paške čipke.
Paški baškotin odlikuje tvrdoća i prhost. Priprema ga se ručno, a recept je stroga tajna. Benediktinke ga peku za javnost otkako se pokazala potreba uvećati samostanske prihode, a potražnja je danas toliko velika da ne uspijevaju napraviti više od postojeće proizvodnje jer ga proizvode punim kapacitetom.
Nosi oznaku zaštite Izvorno hrvatsko i Hrvatski otočni proizvod.